# Quelques arpents de neige (film)
Pour les articles homonymes, voir Quelques arpents de neige (homonymie).
Pour plus de détails, voir Fiche technique et Distribution.
Quelques arpents de neige est un film québécois réalisé par Denis Héroux et sorti en 1972.

## Synopsis
En 1837, au Québec, sur fond historique de rébellion contre les Anglais, on suit le drame sentimental de Simon de Bellefeuille et de Julie, l’élue de son cœur, destinée à un autre.

## Fiche technique
- Titre : Quelques arpents de neige
- Réalisateur : Denis Héroux
- Scénario : Marcel Lefebvre, Gilles Élie
- Musique : François Cousineau
- Directeur de la photographie : Bernard Chentrier
- Assistants-réalisateur : Jean-Pierre Alamy, Claude Léger, Justice Bouchard
- Ingénieur du son : Joseph Champagne
- Décors : Hugo Wuethrich
- Costumes : Nicoletta Massone
- Maquillages : Danielle Charbonneau, Julia Grundy
- Monteur : Yves Langlois
- Pays de production :  Canada
- Langues de tournage : anglais, français
- Année de tournage : 1972
- Producteur : Claude Héroux
- Producteur exécutif : Pierre David
- Directeur de production : Nardo Castillo
- Sociétés de production : Bellevue Pathé (Québec), Cinévidéo (Canada), Famous Player (Canada), Les Cinémas Unis (Canada), Productions Mutuelles (Canada)
- Distributeur d’origine : Les Films Mutuels
- Format : couleur – 2.35:1 Panavision – son monophonique – 35 mm
- Genre : drame
- Durée : 94 minutes
- Date de sortie :
  - Canada : 28 décembre 1972

## Distribution
- Christine Olivier : Julie Lambert
- Daniel Pilon : Simon de Bellefeuille
- Mylène Demongeot : Laura
- Jean Duceppe : Monsieur Lambert
- Frédéric de Pasquale : Victor
- Jacques Desrosiers
- Daniel Gadouas
- Roland Chenail
- Rose-Rey Duzil : La gouvernante
- Gérard Poirier
- Yvan Ducharme
- Jean Coutu
- Bertrand Gagnon
- José Descombes
- Barry Baldaro
- Dave Broadfoot
- Jacques Famery
- Jacques Thisdale
- Ti-Blanc Richard
- Jean LeClerc
- Michel Gohler (figurant)